# شانون سميث
شانون سميث (بالإنجليزية: Shannon Smyth)‏ (22 يونيو 1987 في الولايات المتحدة - ) هي لاعبة كرة قدم أيرلندية في مركز الوسط. شاركت مع منتخب جمهورية أيرلندا لكرة القدم للسيدات. أما مع النوادي، فقد لعبت مع FK Donn ‏ وLouisville Cardinals ‏ وAmazon Grimstad ‏ وF.C. Indiana ‏.

## وصلات خارجية
- شانون سميث على موقع الاتحاد الأوربي (الإنجليزية)
- شانون سميث على موقع اتحاد النرويج (النرويجية)
- شانون سميث على موقع قاعدة بيانات كرة القدم.إي يو (الإنجليزية)